# Rosario Rivellino
Rosario Rivellino (Nápoles, 15 de enero de 1939), es un exfutbolista y entrenador italiano. Se desempeñaba como mediocampista.

## Trayectoria
Empezó su carrera en el club principal de su ciudad, el Napoli, debutando el 25 de abril de 1962 en un partido de la Copa Italia. Totalizó 43 presencias con los partenopeos,  con los que ganó la Copa Italia 1961/62 y participó en competiciones europeas.
En 1964 fichó por el Parma, que competía en la Serie B y, al término de esa temporada, bajó a la Serie C (tercera división italiana). Terminó su carrera en las filas del Ischia Isolaverde, asumiendo el doble papel de jugador y entrenador durante las dos últimas temporadas. Dirigió a los gialloblù de Isquia también en la temporada 1970/71, perdiendo el campeonato de Serie D en la última jornada.
En 1974 fue contratado como entrenador de las categorías juveniles del Napoli, con las que ganó el Torneo de Viareggio. En la temporada 1975/76 sostituyó a Luís Vinício en el banquillo del primer equipo, junto a Alberto Delfrati, consagrándose campeón de la Copa Italia. Posteriormente fue segundo de Bruno Pesaola, y tomó su lugar cuando el técnico italo-argentino presentó su dimisión.
En la temporada 1986/87 regresó al Ischia Isolaverde, con el que ganó el campeonato de Serie C2 (cuarta división italiana). A lo largo de su carrera fue entrenador de varios equipos de Campania - Paganese, Benevento, Juve Stabia, Puteolana - y otros del centro-sur de Italia, como Campobasso, Frosinone y Enna.

## Clubes

### Como futbolista
| Club              | País   | Año       |
| ----------------- | ------ | --------- |
| Napoli            | Italia | 1961-1964 |
| Parma             | Italia | 1964-1966 |
| Ischia Isolaverde | Italia | 1968-1970 |

### Como entrenador
| Club               | País   | Año       |
| ------------------ | ------ | --------- |
| Ischia Isolaverde  | Italia | 1968-1971 |
| Napoli (juveniles) | Italia | 1974-1975 |
| Napoli             | Italia | 1976      |
| Paganese           | Italia | 1977-1978 |
| Benevento          | Italia | 1978-1979 |
| Ischia Isolaverde  | Italia | 1986-1988 |
| Campobasso         | Italia | 1988-1989 |
| Frosinone          | Italia | 1989-1990 |
| Enna               | Italia | 1990-1991 |
| Juve Stabia        | Italia | 1996-1997 |
| Puteolana          | Italia | 2002-2003 |

## Palmarés

### Como futbolista
| Título         | Club   | País   | Año       |
| -------------- | ------ | ------ | --------- |
| Copa de Italia | Napoli | Italia | 1961-1962 |

### Como entrenador
| Título              | Club              | País   | Año       |
| ------------------- | ----------------- | ------ | --------- |
| Torneo de Viareggio | Napoli            | Italia | 1975      |
| Copa de Italia      | Napoli            | Italia | 1975-1976 |
| Serie C2            | Ischia Isolaverde | Italia | 1986-1987 |